# Grumichella flaveola
Grumichella flaveola is een schietmot uit de familie Leptoceridae. De soort komt voor in het Neotropisch gebied.